# Mandres-les-Roses
 Mandres-les-Roses  es una comuna y población de Francia, en la región de Isla de Francia, departamento de Valle del Marne, en el distrito de Créteil y cantón de Villecresnes.
Su población municipal en 2007 era de 4 307 habitantes.
Está integrada en la Communauté de communes du Plateau Briard .

## Demografía
| 501 | 597 | 572 | 593 | 609 | 586 | 558 | 621 | 653 | 705 | 793 | 785 | 793 | 767 | 762 | 762 | 838 | 878 | 808 | 818 | 855 | 960 | 1 121 | 1 117 | 1 093 | 1 276 | 1 403 | 1 496 | 1 896 | 2 386 | 3 703 | 4 117 | 4 307 |
| Para los censos de 1962 a 1999 la población legal corresponde a la población sin duplicidades (Fuente: INSEE [Consultar]) |     |     |     |     |     |     |     |     |     |     |     |     |     |     |     |     |     |     |     |     |     |       |       |       |       |       |       |       |       |       |       |       |